# Citundun
Citundun is een bestuurslaag in het regentschap Kuningan van de provincie West-Java, Indonesië. Citundun telt 1883 inwoners (volkstelling 2010).